# クラージュゲリエ
クラージュゲリエ（仏：Courageux Guerrier）は、日本の競走馬。主な勝ち鞍は2018年の京都2歳ステークス(GIII)。馬名の意味はフランス語で「勇敢な戦士」。

## 戦績

### デビュー前
2016年2月24日、北海道安平町のノーザンファームで誕生。一口馬主法人「キャロットクラブ」より総額5,000万円（1口12.5万円×400口）で募集され、ノーザンファーム空港牧場のB3厩舎で育成された。当時から軽い動きと瞬発力が目立っており、厩舎長から「上のクラスまで行くのでは」と期待を持たれていた。

### 2歳（2018年）
栗東・池江泰寿厩舎に入厩。7月29日の新馬戦（札幌芝1800m）では藤沢和雄厩舎の超良血馬シェーングランツに1番人気は譲ったが、大外一気の末脚でデビュー勝ちする。2戦目の札幌2歳ステークスでは1番人気に推されたが、先に抜け出した2頭には及ばず3着に敗れる。3戦目の京都2歳ステークス前の追い切りでは口向きの悪さを見せていたが、新馬戦以来2度目の騎乗となるジョアン・モレイラの巧みな手綱さばきに導かれて鋭い末脚を発揮し、ブレイキングドーンを半馬身差し切って重賞初制覇を果たした。

### 3歳（2019年）
2月10日に東京競馬場で行われた共同通信杯(3歳・GIII・芝1800m)に武豊騎手で出走、ダノンキングリー、アドマイヤマーズに離された3着。5戦目は4月14日に中山競馬場で行われる皐月賞(3歳牡牝・GI・芝2000m)に出走。14番人気と人気薄ながら初騎乗の横山典弘騎手の好騎乗もありしぶとく伸びて5着。その後東京優駿（3歳牡牝・GI・芝2400m）で6着に入ったのちに休養に入った。

### 4歳以降（2020年 - 2021年）
休養明けは2月の京都記念（4歳上・GII・芝2200m）の予定であったが、右前肢の挫石のために出走を取り消した。再び調整に入った後、11月1日のカシオペアステークス（3歳上・L・芝1800m）で復帰（11着）、続くアンドロメダステークス（3歳上・L・芝2000m）で2着に食い込んでいる。
2021年の5歳シーズンも重賞戦線に出走していたが、10月2日に放牧先での調教中に体調を急変させて転倒、そのまま死亡した。

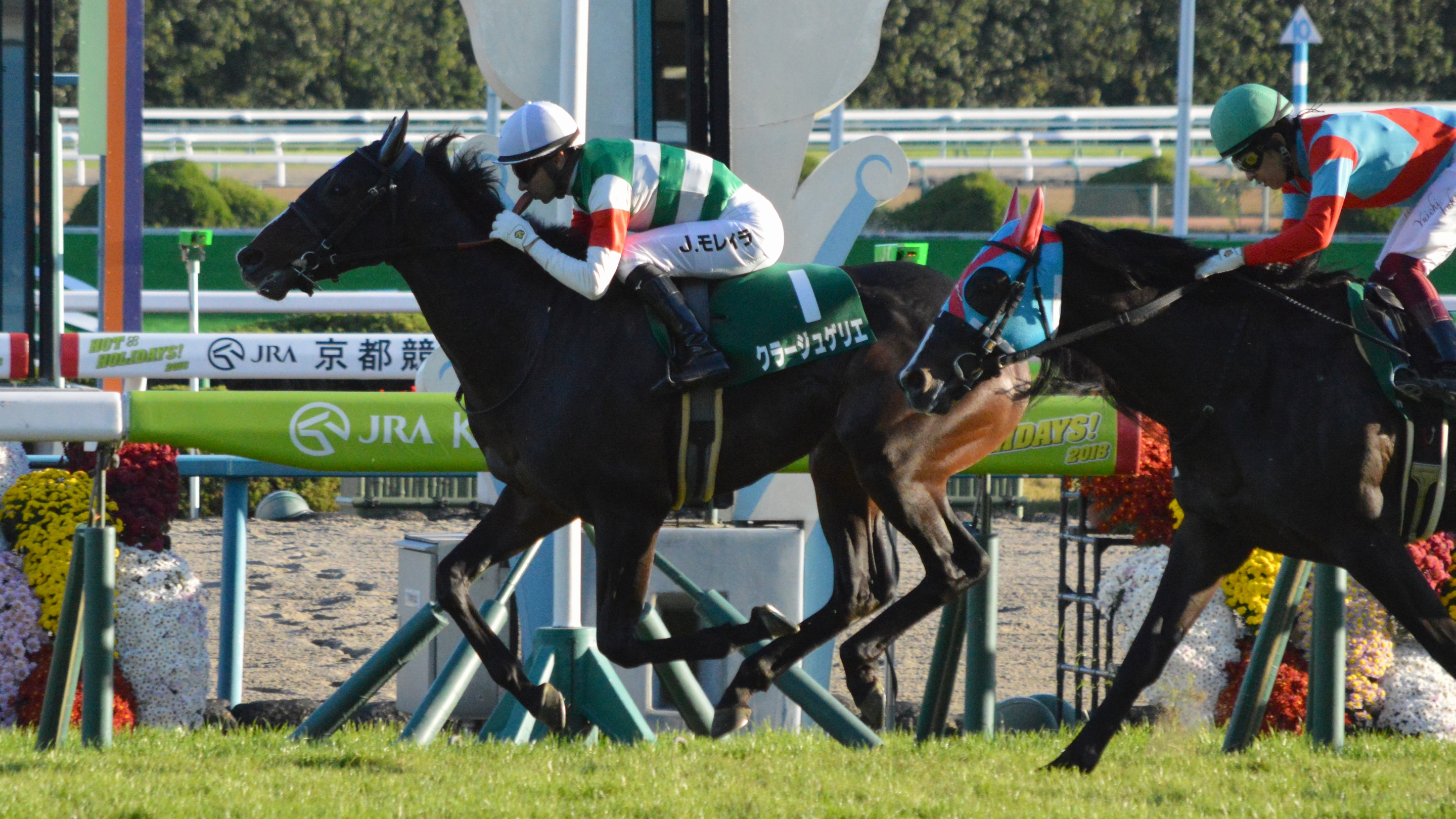
2018年京都2歳S
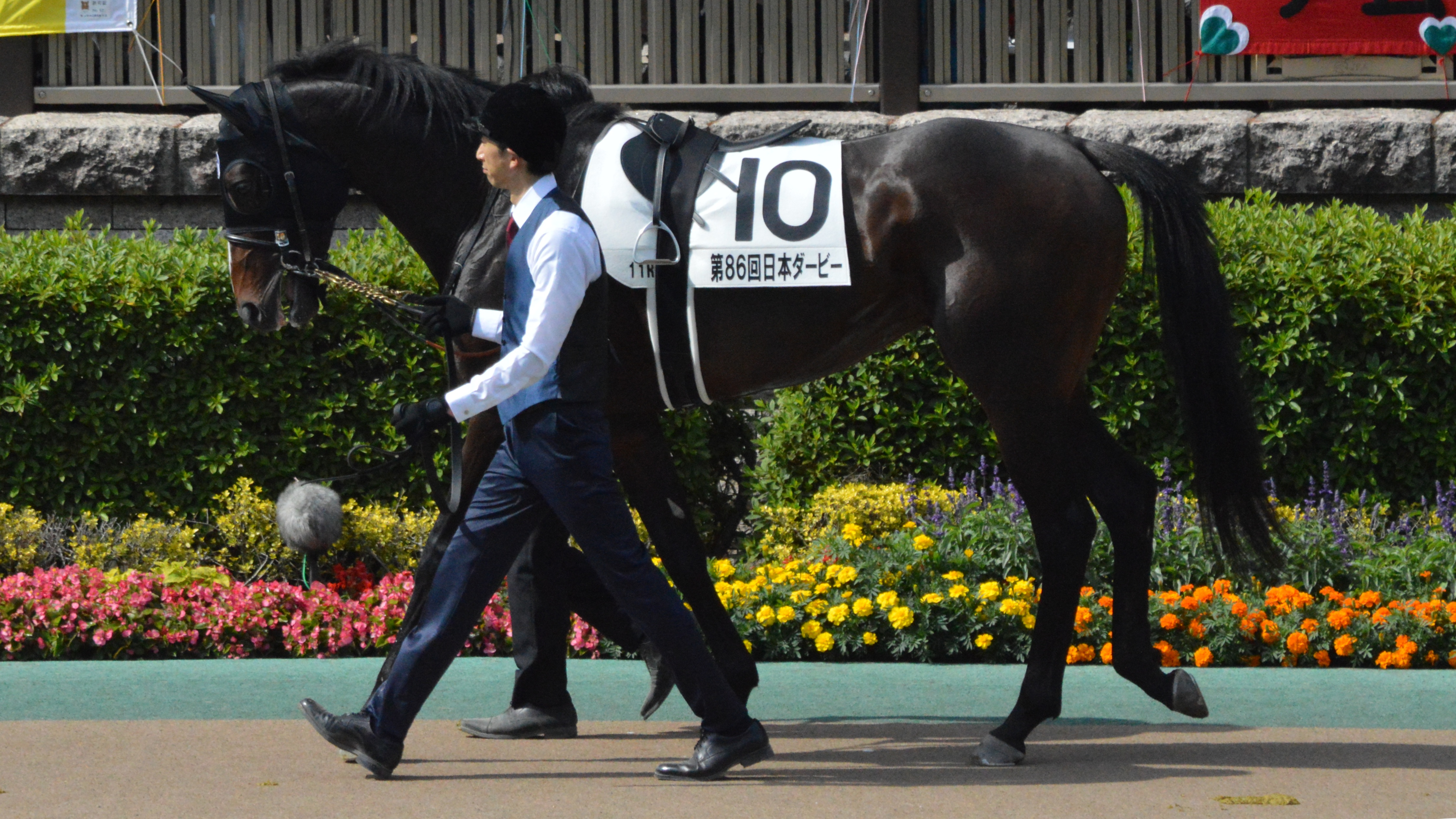
2019年東京優駿

## 競走成績
以下の内容はnetkeiba.comの情報に基づく。
| 競走日     | 競馬場 | 競走名        | 格   | 距離（馬場）  | 頭 数 | 枠 番 | 馬 番 | オッズ （人気） | 着順 | タイム （上がり3F） | 着差 | 騎手        | 斤量 [kg] | 1着馬（2着馬）         | 馬体重 [kg] |
| ---------- | ------ | ------------- | ---- | ------------- | ----- | ----- | ----- | --------------- | ---- | ------------------- | ---- | ----------- | --------- | ---------------------- | ----------- |
| 2018.07.29 | 札幌   | 2歳新馬       |      | 芝1800m（良） | 10    | 8     | 10    | 003.00（2人）   | 01着 | R1:54.2（34.0）     | -0.3 | 0J.モレイラ | 54        | （レッドヴィータ）     | 468         |
| 0000.09.01 | 札幌   | 札幌2歳S      | GIII | 芝1800m（良） | 14    | 1     | 1     | 002.50（1人）   | 03着 | R1:50.2（36.8）     | -0.1 | 0M.デムーロ | 54        | ニシノデイジー         | 462         |
| 0000.11.24 | 京都   | 京都2歳S      | GIII | 芝2000m（良） | 9     | 1     | 1     | 002.80（1人）   | 01着 | R2:01.5（33.8）     | -0.1 | 0J.モレイラ | 55        | （ブレイキングドーン） | 476         |
| 2019.02.10 | 東京   | 共同通信杯    | GIII | 芝1800m（良） | 7     | 6     | 6     | 006.90（4人）   | 03着 | R1:47.6（33.7）     | -0.8 | 0武豊       | 57        | ダノンキングリー       | 488         |
| 0000.04.14 | 中山   | 皐月賞        | GI   | 芝2000m（良） | 18    | 3     | 6     | 109.4（14人）   | 05着 | R1:58.7（34.7）     | -0.6 | 0横山典弘   | 57        | サートゥルナーリア     | 490         |
| 0000.05.26 | 東京   | 東京優駿      | GI   | 芝2400m（良） | 18    | 5     | 10    | 066.20（7人）   | 06着 | R2:23.2（34.7）     | -0.6 | 0三浦皇成   | 57        | ロジャーバローズ       | 494         |
| 2020.02.16 | 京都   | 京都記念      | GII  | 芝2200m（重） | 9     | 3     | 3     |                 | 取消 |                     |      | 0川田将雅   | 55        | クロノジェネシス       | 計不        |
| 0000.11.01 | 京都   | カシオペアS   | L    | 芝1800m（良） | 18    | 5     | 10    | 006.50（4人）   | 10着 | R1:46.6（34.7）     | -0.5 | 0幸英明     | 56        | ランブリングアレー     | 500         |
| 0000.11.21 | 阪神   | アンドロメダS | L    | 芝2000m（良） | 15    | 8     | 14    | 008.40（4人）   | 02着 | R1:58.9（34.9）     | -0.1 | 0川田将雅   | 56        | アドマイヤビルゴ       | 496         |
| 2021.01.17 | 中京   | 日経新春杯    | GII  | 芝2200m（良） | 16    | 6     | 11    | 007.60（4人）   | 03着 | R2:12.1（35.6）     | -0.3 | 0福永祐一   | 56        | ショウリュウイクゾ     | 496         |
| 0000.02.28 | 中山   | 中山記念      | GII  | 芝1800m（良） | 14    | 7     | 11    | 005.00（3人）   | 09着 | R1:46.0（34.8）     | -1.1 | 0C.ルメール | 56        | ヒシイグアス           | 498         |
| 0000.06.05 | 中京   | 鳴尾記念      | GIII | 芝2000m（良） | 13    | 7     | 11    | 007.50（4人）   | 07着 | R2:01.7（34.6）     | -1.0 | 0松山弘平   | 56        | ユニコーンライオン     | 506         |
| 0000.07.11 | 福島   | 七夕賞        | GIII | 芝2000m（稍） | 16    | 5     | 10    | 011.60（6人）   | 13着 | R2:03.4（38.0）     | -1.2 | 0吉田隼人   | 56        | トーラスジェミニ       | 506         |

## 血統表
| クラージュゲリエの血統        | クラージュゲリエの血統                                                    | クラージュゲリエの血統                                                    | （血統表の出典）                                                          | （血統表の出典）  |
| 父系                          | ミスタープロスペクター系                                                  | ミスタープロスペクター系                                                  | ミスタープロスペクター系                                                  | [ § 2 ]           |
| 父 キングカメハメハ 2001 鹿毛 | 父の父Kingmambo 1990 鹿毛                                                 | Mr. Prospector                                                            | Raise a Native                                                            | Raise a Native    |
| 父 キングカメハメハ 2001 鹿毛 | 父の父Kingmambo 1990 鹿毛                                                 | Mr. Prospector                                                            | Gold Digger                                                               |                   |
| 父 キングカメハメハ 2001 鹿毛 | 父の父Kingmambo 1990 鹿毛                                                 | Miesque                                                                   | Nureyev                                                                   | Nureyev           |
| 父 キングカメハメハ 2001 鹿毛 | 父の父Kingmambo 1990 鹿毛                                                 | Miesque                                                                   | Pasadoble                                                                 |                   |
| 父 キングカメハメハ 2001 鹿毛 | 父の母*マンファス 1991 黒鹿毛                                             | *ラストタイクーン                                                         | *トライマイベスト                                                         | *トライマイベスト |
| 父 キングカメハメハ 2001 鹿毛 | 父の母*マンファス 1991 黒鹿毛                                             | *ラストタイクーン                                                         | Mill Princess                                                             |                   |
| 父 キングカメハメハ 2001 鹿毛 | 父の母*マンファス 1991 黒鹿毛                                             | Pilot Bird                                                                | Blakeney                                                                  | Blakeney          |
| 父 キングカメハメハ 2001 鹿毛 | 父の母*マンファス 1991 黒鹿毛                                             | Pilot Bird                                                                | The Dancer                                                                |                   |
| 母 ジュモー 2006 栗毛         | 母の父タニノギムレット 1999 鹿毛                                          | *ブライアンズタイム                                                       | Roberto                                                                   | Roberto           |
| 母 ジュモー 2006 栗毛         | 母の父タニノギムレット 1999 鹿毛                                          | *ブライアンズタイム                                                       | Kelley's Day                                                              |                   |
| 母 ジュモー 2006 栗毛         | 母の父タニノギムレット 1999 鹿毛                                          | タニノクリスタル                                                          | *クリスタルパレス                                                         | *クリスタルパレス |
| 母 ジュモー 2006 栗毛         | 母の父タニノギムレット 1999 鹿毛                                          | タニノクリスタル                                                          | *タニノシーバード                                                         |                   |
| 母 ジュモー 2006 栗毛         | 母の母ビスクドール 1998 栗毛                                              | *サンデーサイレンス                                                       | Halo                                                                      | Halo              |
| 母 ジュモー 2006 栗毛         | 母の母ビスクドール 1998 栗毛                                              | *サンデーサイレンス                                                       | Wishing Well                                                              |                   |
| 母 ジュモー 2006 栗毛         | 母の母ビスクドール 1998 栗毛                                              | *フェアリードール                                                         | Nureyev                                                                   | Nureyev           |
| 母 ジュモー 2006 栗毛         | 母の母ビスクドール 1998 栗毛                                              | *フェアリードール                                                         | Dream Deal                                                                |                   |
| 母系(F-No.)                   | 9号族(FN:9-f)                                                             | 9号族(FN:9-f)                                                             | 9号族(FN:9-f)                                                             | [ § 3 ]           |
| 5代内の近親交配               | Nureyev4×4＝12.50%、Northern Dancer5×5×5＝9.38%、Hail to Reason5×5＝6.25% | Nureyev4×4＝12.50%、Northern Dancer5×5×5＝9.38%、Hail to Reason5×5＝6.25% | Nureyev4×4＝12.50%、Northern Dancer5×5×5＝9.38%、Hail to Reason5×5＝6.25% | [ § 4 ]           |
| 出典                          | 1. 2. 3. 4.                                                               | 1. 2. 3. 4.                                                               | 1. 2. 3. 4.                                                               | 1. 2. 3. 4.       |

- 祖母ビスクドールはトゥザヴィクトリーの全妹にあたる[10]。
- 半兄プロフェット（父ハービンジャー）は2016年の京成杯勝ち馬[10]。
- その他近親には活躍馬が多数[10]。